# Aluísio Gonçalves Bezerra
Aluísio Gonçalves Bezerra(Santa Cruz, 24 de outubro de 1926 – Natal, 19 de fevereiro de 1978), foi um advogado e político brasileiro que representou o Rio Grande do Norte como deputado federal.

## Biografia
Filho de João Bianor Bezerra e Hermila Gonçalves Bezerra. Eleito deputado estadual via PSD em 1950, formou-se advogado pela Universidade Federal de Alagoas em 1953. Reeleito para a Assembleia Legislativa do Rio Grande do Norte em 1954 e 1958, licenciou-se do mandato para assumir a Secretaria de Justiça no governo Aluizio Alves.
Eleito deputado federal em 1962, migrou à ARENA quando o Regime Militar de 1964 outorgou o bipartidarismo por meio do Ato Institucional Número Dois e por esta legenda foi reeleito em 1966, embora tenha renunciado ao seu mandato em 13 de abril de 1970, ano em que tornou-se conselheiro do Tribunal de Contas do Rio Grande do Norte. Ao deixar a referida corte assumiu a direção financeira da Empresa de Construção Civil (Ecocil), pertencente ao seu irmão, Fernando Bezerra, chegando a ocupar a presidência do ABC Futebol Clube entre 1973 e 1976.